# فيقار
الفيقار رتبة عسكرية كانت معتمدة في الإمبراطورية البيزنطية. ويطلق اليوم على النائب والوكيل، والكاهن وراعي الكنيسة.

## معرض الصور

نموذج لشعار النبالة (درع الشرف) الخاص بالنواب العامين (الفيقاريين العامين).شعار النبالة لدون دييغو دي إيروستا، الكاتب الرسولي الأول (Protonotario Apostólico) ورئيس دير كنسية سانتا ماريا دي سيناروزا في منطقة بيثكايا (1487–1563م).